# Erentxun

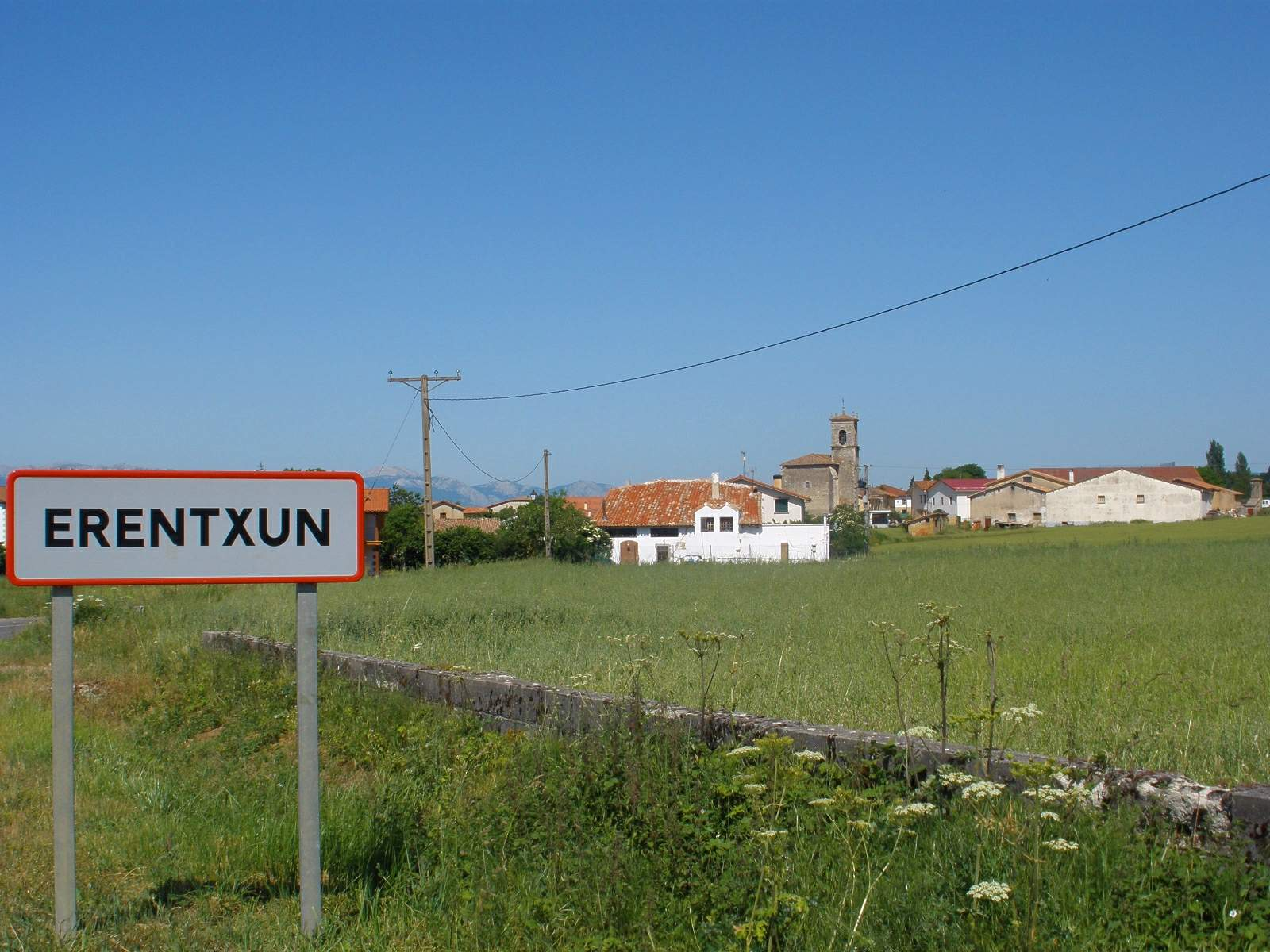
Paysage d' Erentxun

Erentxun est un village ou contrée faisant partie de la municipalité de Iruraiz-Gauna dans la province d'Alava dans la Communauté autonome basque.

## Démographie
Le village comptait 81 habitants en 2020.